# HD76225
HD76225 — хімічно пекулярна зоря спектрального класу F, що має видиму зоряну величину в смузі V приблизно 9,2.
Вона  розташована на відстані близько 967,8 світлових років від Сонця.